# یوکان (ویرجینیای غربی)
یوکان (به انگلیسی: Yukon) یک منطقهٔ مسکونی در ایالات متحده آمریکا است که در شهرستان مک‌داول، ویرجینیای غربی واقع شده‌است.